# زرين غل
زرین غل () (بالفارسية: زرین‌گل) هي قرية تقع في إيران في قسم زرین غل الریفي. يقدر عدد سكانها بـ 612 نسمة بحسب إحصاء 2016.